# Семёнов, Александр Сергеевич (хоккеист)
Александр Сергеевич Семёнов (род. 16 мая 1960, Свердловск) — советский и российский хоккеист, вратарь.

## Биография
Воспитанник свердловской «Юности». Играл за команды «Луч» Свердловск (1977/78, 1979/80 — 1981/82, 1988/89, 1989/90), «Автомобилист» / «Спартак» Свердловск — Екатеринбург (1977/78, 1978/79, 1984/85 — 1989/90, 1992/93, 1995/96 — 1996/97), «Рубин» Тюмень (переходный турнир первой — второй лиг 1978/79), «Динамо» Харьков (1982/83 — 1983/84), «Салават Юлаев» Уфа (1989/90 — 1990/91), «Металлург» Магнитогорск (1991/92 — 1992/93), «Кедр» Новоуральск — Верх-Нейвинск (1993/94 — 1994/95), СКА-«Автомобилист-2» / СКА Екатеринбург (1995/96 — 1996/97).
Тренер (1997—1998) и главный тренер (1998—1999) команды «Динамо-Энергия-2» Екатеринбург. Тренер команды 1993 г. р. в «Юности» (2005/06). Начальник команды «Авто» Екатеринбург (2013/14 — 2015/16).